# Safijar Chan
Safijar Chan – wieś w Iranie, w ostanie Azerbejdżan Zachodni, w szahrestanie Szahin Deż. W 2006 roku liczyła 176 mieszkańców.